# Gajusz Flawiusz Fimbria
Gajusz Flawiusz Fimbria (łac. Gaius Flavius Fimbria), zm. 85 p.n.e. – wódz rzymski.
Był stronnikiem Mariusza i Cynny, walczył pod ich rozkazami podczas wojny domowej w 87 p.n.e. Po zajęciu Rzymu przez wojska Mariusza odznaczył się wyjątkową bezwzględnością w zwalczaniu przeciwników politycznych.
W 86 p.n.e. towarzyszył, jako legat, konsulowi Waleriuszowi Flakkusowi wysłanemu do Azji Mniejszej przeciwko Mitrydatesowi VI Eupatorowi, władcy Pontu. Wiosną 85 p.n.e. stanął na czele buntu żołnierzy i przejął dowództwo po zamordowanym konsulu.
Armia Fimbrii udała się przez Tesalię do Macedonii, a stamtąd do Azji Mniejszej, gdzie rozpoczęła działania wojenne przeciwko wojskom króla i podległym mu miastom. Niebawem Fimbria osiągnął znaczne sukcesy w walce z królem Pontu – rozgromił jego armię w bitwie nad rzeką Ryndakos, zajął całą Bitynię, a Mitrydatesa Eupatora oblegał w Pergamonie i omal nie wziął do niewoli. Gdy jednak Fimbria, który zajął Pergamon i zmusił rezydującego tam Mitrydatesa do ucieczki do pobliskiego portu Pitane, wezwał pomocy floty Lukullusa dla ujęcia króla, ten odmówił. Nie chciał jako arystokrata i zwolennik optymatów łączyć swych sił z popularami, chociaż, w tym właśnie momencie, mogło to zakończyć całą wojnę.
Fimbria srogo potraktował miasta greckie w Azji Mniejszej, które wcześniej udzieliły poparcia Mitrydatesowi, pustosząc m.in. Ilion.
Po zawarciu pokoju z Mitrydatesem Eupatorem w Dardanos (lato 85 p.n.e.) został zaatakowany przez Sullę. Ostatecznie Fimbria popełnił samobójstwo, osaczony i opuszczony przez swoją armię, która dobrowolnie przeszła na stroną Sulli.
W ocenie współczesnych był wcieleniem zuchwałości i okrucieństwa, jednak był również tym, który odniósł duże sukcesy w I wojnie z Mitrydatesem Eupatorem i walnie przyczynił się do zwycięstwa nad władcą Pontu.